# Делла Меа, Лара
Лара Делла Меа (итал. Lara Della Mea; род. 10 января 1999, Тарвизио, Фриули-Венеция-Джулия) — итальянская горнолыжница, чемпионка мира 2025 года в смешанных командных соревнованиях, бронзовый призёр чемпионата мира 2019 года. Специализируется в слаломных дисциплинах. Участница зимних Олимпийских гр 2022 года.

## Биография и спортивная карьера
Лара ещё в раннем подростковом возрасте выиграла несколько важных итальянских титулов в рамках юношеских соревнований, а также стала победительницей международного Трофео Тополино. Участвовала в Европейском зимнем юношеском олимпийском фестивале в Эрзуруме в 2017 году и завоевала бронзовую медаль в слаломе.
27 октября 2018 года дебютировала на этапах Кубка мира в гигантском слаломе на трассе в Зельдене.
На чемпионате мира в феврале 2019 года в шведском Оре Лара выиграла бронзовую медаль в составе смешанной команды Италии.
В 2022 году принимала участие в зимних Олимпийских играх в Пекине. В слаломе по результатам двух спусков она заняла итоговое 30-е место.
В 2025 году на чемпионате мира в австрийском Зальбахе, Лара в составе смешанной команды Италии в параллельном гигантском слаломе завоевала золотую медаль, став чемпионкой мира.

## Выступления на крупнейших соревнованиях

### Зимние Олимпийские игры
| Олимпийские игры | Скоростной спуск | Супергигант | Гигантский слалом | Слалом | Комбинация | Команды |
| ---------------- | ---------------- | ----------- | ----------------- | ------ | ---------- | ------- |
| 2022 Пекин       | —                | —           | —                 | 30     | —          | —       |

### Чемпионаты мира
| Чемпионат мира          | Скоростной спуск | Супергигант | Гигантский слалом | Слалом | Комбинация | Команды | Паралл. гигантский слалом |
| ----------------------- | ---------------- | ----------- | ----------------- | ------ | ---------- | ------- | ------------------------- |
| 2019 Оре                | —                | —           | —                 | DNF2   | —          | 3       | н/д                       |
| 2021 Кортина-д’Ампеццо  | —                | —           | —                 | —      | —          | 8       | DNQ                       |
| 2023 Куршевель/Мерибель | —                | —           | —                 | 8      | —          | 8       | DNS                       |
| 2025 Зальбах            | —                | —           | —                 | —      | —          | 1       | —                         |